# Bakalář (pivo)
Bakalář je značka piva, které se vyrábí v pivovaru Rakovník už od roku 1454.

## Druhy piva
- Bakalář světlé výčepní (4,0 % VOL)
- Bakalář 11° světlý ležák (4,5 % VOL)
- Bakalář světlý ležák (4,9 % VOL)
- Bakalář tmavé výčepní (3,8 % VOL)
- Bakalář řezané výčepní (4,5 % VOL)
- Bakalář světlý ležák za studena chmelený (5,2 % VOL)
- Bakalář světlý ležák za studena chmelený z čerstvého chmele (5,2 % VOL)[1]
- Bakalář medový speciál (5,8 % VOL)
- Rakovar 560 (5,8 % VOL)[2]
- Černovar světlý ležák (4,9 % VOL)
- Černovar tmavý ležák (4,5 % VOL)
- Pražačka světlé výčepní pivo (4,0 % VOL)
- Bakalář nealkoholický za studena chmelený (0,5 % VOL)